# Danièle Olivier
Pour les articles homonymes, voir Olivier (homonymie).
Danièle Olivier est une chimiste française, née le 19 février 1942.

## Biographie
Danièle Olivier est docteur en sciences physiques de l'Université Pierre-et-Marie-Curie depuis 1972. Sa thèse de doctorat s'intitulait Contribution à l'étude des vanadates de chrome. D'abord professeur des universités, elle est ensuite directrice de l’École nationale supérieure de chimie de Paris de 1996 à 2005,. Elle est par la suite présidente de la Fédération Gay-Lussac, présidente par intérim de ParisTech puis vice-présidente de la Fondation internationale de la Maison de la Chimie. Elle a codirigé une collection de livres de vulgarisation dans le domaine de la chimie. Elle a animé le colloque en hommage à Bernard Bigot qui a eu lieu en 2022.

## Publications

### Ouvrages
- Chimie et agriculture durable, avec Jean-Louis Bernard, Delphine Bouttet et Nicolas Broutin, coordonné avec Paul Rigny, Les Ulis, EDP Sciences, 2022.
- La chimie dans la vie quotidienne, avec Constantin Agouridas et Jean-Claude Bernier, Les Ulis, EDP Sciences, 2018.
- La chimie, l'énergie et le climat, avec Constantin Agouridas et Jean-Claude Bernier, Les Ulis, EDP sciences, 2017.
- La chimie et la sécurité des personnes, des biens, de la santé et de l'environnement, avec Constantin Agouridas et Jean-Claude Bernier, Les Ulis, EDP sciences, 2016.
- La chimie dans les technologies de l'information et de la communication, avec Constantin Agouridas et Jean-Claude Bernier, Les Ulis, EDP Sciences, 2015.
- La chimie dans le sport, avec Constantin Agouridas, Jean-Claude Bernier et Paul Rigny, Les Ulis, EDP Sciences, 2014.
- La chimie et l'habitat, avec Jean-Claude Bernier, Alain Ehrlacher et Daniel Gronier, coordonné avec Minh-Thu Dinh-Audouin et Paul Rigny, Les Ulis, EDP Sciences, 2014.

### Direction d'ouvrages
- Chimie et énergies nouvelles, par Christophe Behar, Jean-Claude Bernier et Bernard Bigot, coordonné avec Minh-Thu Dinh-Audouin et Paul Rigny, préface de Bernard Bigot, Les Ulis, EDP Sciences, 2022.
- Chimie et lumière, par Stéphane Auvray, Jean-Claude Bernier et Thierry Engel, coordonné avec Minh-Thu Dinh-Audouin et Paul Rigny, préface par Bernard Bigot, Les Ulis, EDP Sciences, 2021.
- Chimie et nouvelles thérapies, par Jean-Pierre Armand, Marie-Priscille Brun et Janine Cossy, coordonné avec Minh-Thu Dinh-Audouin et Paul Rigny, préface par Bernard Bigot, avant-propos avec Paul Rigny, Les Ulis, EDP Sciences, 2020.
- Chimie et Alexandrie dans l'Antiquité, par Marco Beretta, Philippe Bromblet et Thomas Calligaro, coordonné avec Minh-Thu Dinh-Audouin et Paul Rigny, préface par Bernard Bigot, Les Ulis, EDP Sciences, 2019.
- Chimie, nanomatériaux, nanotechnologies, par Didier Bazile, Didier Betbeder et Elias Fattal, coordonné avec Minh-Thu Dinh-Audouin et Paul Rigny, préface de Bernard Bigot, Les Ulis, EDP Sciences, 2019.
- Chimie et biologie de synthèse : les applications, par Mouad Alami, Paola Arimondo et David Bikard, coordonné avec Minh-Thu Dinh-Audouin et Paul Rigny, Les Ulis, EDP Sciences, 2018.
- Chimie, aéronautique et espace, par Ane Aanesland, Vincent Aerts et Pierre Alphonse, coordonné avec Minh-Thu Dinh-Audouin et Paul Rigny, préface de Bernard Bigot, Les Ulis, EDP Sciences, 2018.
- La chimie et les sens, par Eric Angelini, Sylvain Antoniotti et Daniela Antunes, coordonné avec Minh-Thu Dinh-Audouin et Paul Rigny, préface de Bernard Bigot, Les Ulis, EDP Sciences, 2017.
- La chimie et les grandes villes, par Yves Brunet, Stéphane Delalande et Paul-Joël Derian, coordonné avec Minh-Thu Dinh-Audouin et Paul Rigny, préface de Bernard Bigot, Les Ulis, EDP Sciences, 2017.
- Chimie et changement climatique, par Jean-Claude Bernier, Guy Brasseur et Yves Bréchet, coordonné avec Minh-Thu Dinh-Audouin et Paul Rigny, préface de Bernard Bigot, colloque organisé à la Maison de la Chimie le 18 novembre 2015, Les Ulis, EDP Sciences, 2016.
- Chimie, dermo-cosmétique et beauté, par Patrice André, Jean-Marie Aubry et Sabine Berteina-Raboin, coordonné avec Minh-Thu Dinh-Audouin et Paul Rigny, préface de Bernard Bigot, Les Ulis, EDP Sciences, 2016.
- Chimie et cerveau, par Yves Agid, Morgane Besson et Joël Bockaert, coordonné avec Minh-Thu Dinh-Audouin et Paul Rigny, Les Ulis, EDP Sciences, 2015.
- Chimie et expertise : santé et environnement, par Daniel Bernard, Jean-Charles Boutonnet et Patrick Flammarion, coordonné avec Minh-Thu Dinh-Audouin et Paul Rigny, préface de Bernard Bigot, Les Ulis, EDP Sciences, 2015.
- Chimie et technologies de l'information, par Ian Cayrefourcq, Isabelle Chartier et Bertrand Demotes-Mainard, coordonné avec Minh-Thu Dinh-Audouin et Paul Rigny, préface de Bernard Bigot, Les Ulis, EDP Sciences, 2014.
- Chimie et transports, par Michel Accary, Dominique Aimon et François-Xavier Bécot, coordonné avec Minh-Thu Dinh-Audouin et Paul Rigny, préface de Bernard Bigot, Les Ulis, EDP Sciences, 2014.
- Chimie et expertise : sécurité des biens et des personnes, par René Amalberti, Patrick Arpino et Pierre Carlotti, coordonné avec Minh-Thu Dinh-Audouin et Paul Rigny, préface de Bernard Bigot, Les Ulis, EDP Sciences, 2014.
- Chimie et enjeux énergétiques, par Jean-Claude Bernier, Bernard Bigot et Bernard Boullis, coordonné avec Minh-Thu Dinh-Audouin et Paul Rigny, préface par Bernard Bigot, Les Ulis, EDP Sciences, 2013.
- La chimie et la nature, par Jacques Amouroux, Éric Blin et Marina Coquery, coordonné avec Minh-Thu Dinh-Audouin et Paul Rigny, préface par Bernard Bigot, introduction par Armand Lattes, Les Ulis, EDP Sciences, 2012.
- La chimie et l'habitat, par Jean-Claude Bernier, Alain Ehrlacher et Daniel Gronier, coordonné avec Minh-Thu Dinh-Audouin et Paul Rigny, préface de Bernard Bigot, Les Ulis, EDP Sciences, 2011.
- La chimie et le sport, par Alain Berthoz, Jean-François Caron et Marie-Florence Grenier-Loustalot, coordonné avec Minh-Thu Dinh-Audouin et Rose Agnès Jacquesy, préface de Bernard Bigot, Les Ulis, EDP Sciences, 2010.
- La chimie et l'art : le génie au service de l'homme, par Christian Amatore, Anne Bouquillon et Sophie Descamps-Lequime, coordonné avec Minh-Thu Dinh-Audouin et Rose Agnès Jacquesy, Les Ulis, EDP Sciences, 2010.
- La chimie et l'alimentation, pour le bien-être de l'homme, par Marie-Josèphe Amiot-Carlin, Marc Anton et Monique Axelos, coordonné avec Minh-Thu Dinh-Audouin et Rose Agnès Jacquesy, préface de Bernard Bigot, Les Ulis, EDP Sciences, 2010.

## Interventions à la Maison de la Chimie
- Introduction - Danièle Olivier
- Danièle Olivier - Conclusions
- Danièle Olivier - Session de clôture
- Danièle Olivier et Bernard Bigot - Introduction
- Danièle Olivier - Introduction session de clôture
- Danièle Olivier - Session plénière d’ouverture - Présentation
- Chimie et matériaux stratégiques - Conclusions - Danièle Olivier
- Accueil et introduction - Philippe Goebel & Danièle Olivier
- Conférence plénière de clôture - Présentation par Danièle Olivier
- Session Santé et sport - Introduction par Danièle Olivier
- Colloque Chimie et agriculture durable - Introduction par Danièle Olivier
- Danièle Olivier - Table Ronde - Smartphones et tablettes : un condensé de chimie
- Grand Prix de la Fondation 2020 - Cérémonie de remise par Danièle Olivier
- Colloque Chimie et Notre-Dame - Conclusion par Bernard Bigot et Danièle Olivier
- Hommage à Bernard Bigot - Accueil et introduction - Philippe Goebel et Danièle Olivier[7]